# كارل دافنبورت
كارل دافنبورت (بالإنجليزية: Carl Davenport)‏ هو لاعب كرة قدم بريطاني في مركز الهجوم، ولد في 30 مايو 1944 في فارنورث في المملكة المتحدة. لعب مع بريستون نورث إيند وستوكبورت كونتي وماكليسفيلد تاون.